# Andy C
Andrew Clarke, conocido por su nombre artístico Andy C, (n. 6 de abril de 1976 en Walsall, Reino Unido)   es un DJ británico, productor musical y cofundador de RAM Records. Sello discográfico pionero en el género Drum and bass y una de las figuras más importantes.
En 2011 Andy C ganó el título de mejor DJ de Drum and bass en los Premios Arena 2011, y desde el inicio de los premios en 2009, ha ganado el apoyo de los aficionados en la votación en los premios al Mejor DJ de cada año.
Andy C se especializa en una mezcla rápida, a menudo empleando tres tornamesas. Un estilo de mezcla de su firma personal es lo que él se refiere como “The Double Drop”  ("La Bajada doble"). alineando 2 melodías de modo que ambas líneas de bajo suenen al mismo tiempo. Andy C ha organizado a menudo eventos donde participan varios DJs actuando continuamente durante 6 horas.
En enero de 2011 la revista británica especializada Mixmag anunció el resultado de 14 meses encuesta mundial de 35 candidaturas elegidas por otros grandes nombres de la música bailable: la encuesta se preguntó a los votantes globales para decidir quién es el DJ más grande de todos los tiempos. Andy C fue clasificado con el número 4 en ela y el DJ británico más alto en dicha lista.

## Discografía

### Extended plays
| Año  | Lanzamiento | Etiqueta    |
| ---- | ----------- | ----------- |
| 1992 | Sour Mash   | RAM Records |
| 1993 | Bass Logic  | RAM Records |

### Sencillos
| "Slip N' Slide" / "Bass Constructor" (Remix)                              | 1993 | —   | —  | Sencillos sin álbum   |
| "Sound Control" / "Feel It" (with Randall)                                | 1994 | —   | —  | Sencillos sin álbum   |
| "Cool Down" / "Roll On"                                                   | 1995 | —   | —  | Sencillos sin álbum   |
| "Sound Control" (Remix) / "Feel It" (Remix) (with Randall)                | 1995 | —   | —  | Sencillos sin álbum   |
| "Quest" (with Shimon)                                                     | 1996 | 95  | —  | Sencillos sin álbum   |
| "Body Rock" (with Shimon)                                                 | 2001 | 28  | 1  | Ram Raiders – The Mix |
| "Haunting" / "Workout"                                                    | 2013 | —   | —  | Nightlife 6           |
| "Workout"                                                                 | 2013 | 188 | 26 | Nightlife 6           |
| "Heartbeat Loud" (featuring Fiora)                                        | 2014 | 50  | 10 | Non-album single      |
| "—" denota una grabación que no trazó o no fue lanzado en ese territorio. |      |     |    |                       |

### Mix CD
| Año  | Lanzamiento                              | Etiqueta             |
| ---- | ---------------------------------------- | -------------------- |
| 1995 | Pure Rollers                             | Sub Base Records USA |
| 2001 | RAM Raiders – The Mix                    | RAM Records          |
| 2002 | World Dance: XPRS YRSLF                  | Ministry of Sound    |
| 2002 | Nightlife                                | RAM Records          |
| 2002 | Andy C – Drum & Bass Arena               | React                |
| 2002 | Andy C – Drum & Bass Arena, Version 2    | React                |
| 2004 | FabricLive.18 (with DJ Hype)             | Fabric               |
| 2004 | Nightlife 2                              | RAM Records          |
| 2006 | Nightlife 3                              | RAM Records          |
| 2007 | Andy C – Drum & Bass Arena: Babylon      | Mixmag               |
| 2007 | Andy C & Grooverider – Drum & Bass Arena | Resist Music         |
| 2008 | Nightlife 4                              | RAM Records          |
| 2010 | Nightlife 5                              | RAM Records          |
| 2013 | Nightlife 6                              | RAM Records          |

### Remixes
| Año  | Artista                         | Remix                        | Aparece en                               |
| ---- | ------------------------------- | ---------------------------- | ---------------------------------------- |
| 2010 | Shimon                          | Jazzfreak (Andy C Remix)     |                                          |
| 2012 | Major Lazer feat. Amber Coffman | Get Free (Andy C Remix)      | Nightlife 6                              |
| 2012 | DJ Fresh feat. Dizzee Rascal    | The Power (Andy C Remix)     | The Power (Remixes)                      |
| 2012 | Plan B                          | Deepest Shame (Andy C Remix) | Deepest Shame (Remixes)                  |
| 2012 | Eric Prydz                      | Every Day (Andy C Remix)     | Every Day (Remixes)                      |
| 2013 | Mat Zo & Porter Robinson        | Easy (Andy C Remix)          | Easy (Remixes)                           |
| 2013 | Rudimental feat. Foxes          | Right Here (Andy C Remix)    | Nightlife 6                              |
| 2013 | Chase & Status feat. Moko       | Count on Me (Andy C Remix)   | Nightlife 6                              |
| 2014 | London Grammar                  | Sights (Andy C Remix)        | Drum & Bass Arena: Summer Selection 2014 |
| 2015 | DJ S.K.T feat. Rae              | Take Me Away (Andy C Remix)  |                                          |